# Dilophus martinovskyi
Dilophus martinovskyi är en tvåvingeart som beskrevs av Haenni och Bosak 2007. Dilophus martinovskyi ingår i släktet Dilophus och familjen hårmyggor.
Artens utbredningsområde är Afghanistan. Inga underarter finns listade i Catalogue of Life.